# Universitat Masaryk
La Universitat Masaryk és una universitat pública a la ciutat de Brno, República Txeca. És la segona universitat més important del país. Té al voltant de 35.000 estudiants i més de 5.000 empleats.
La Universitat Masaryk (en txec Masarykova univerzita, en llatí Universitas Masarykiana Brunensis) consta de nou facultats. Es tracta de la segona escola superior de la República Txeca en nombre d'estudiants i carreres homologades. Va ser fundada el 28 de gener de 1919 a petició del president Tomáš Garrigue Masaryk, que considerava indispensable l'organització de l'ensenyament superior per a l'acabada de crear Txecoslovàquia. Va néixer com a germana menor i al mateix temps «rival» de la Universitat Carolina de Praga, fins llavors l'única universitat txeca. Imparteix classes a prop de 35.000 alumnes, els qui es distribueixen entre els 200 programes de pregrau, 290 de postgrau i 130 doctorats a temps complet, alguns d'ells en anglès i alemany, com també de forma combinada bilingüe. En recerca, la universitat va ser una de les fundadores de l'Institut Europeu Central de Tecnologia. És propietària i administra la Base Johann Gregor Mendel a la Antàrtida.